# 국경역 (온성)
국경역(國境驛)은 조선민주주의인민공화국 함경북도 온성군 남양로동자구에 위치한 남양국경선의 종점 역이다. 이 역에서 창투 선을 통해 두만강만 건너면 중화인민공화국의 투먼 시와 연결되어 있다.